# Gavril Dejeu
Gavril Dejeu (Poieni, 11 de setembro de 1932) é um político romeno que foi Ministro do Interior no gabinete de Victor Ciorbea. Foi também primeiro-ministro interino de 30 de março a 17 de abril de 1998.
Nascido em Poieni, comuna do condado de Cluj, bacharelou-se na Faculdade de Direito de Cluj-Napoca. Ingressou no Partido Nacional dos Agricultores (PNTCD) em 1990, depois da Revolução Romena de 1989, permanecendo na Câmara dos Deputados da Romênia entre 1992 e 2000.
Ele e sua esposa Elena tem uma filha, Flavia Vlad.